# Тімару

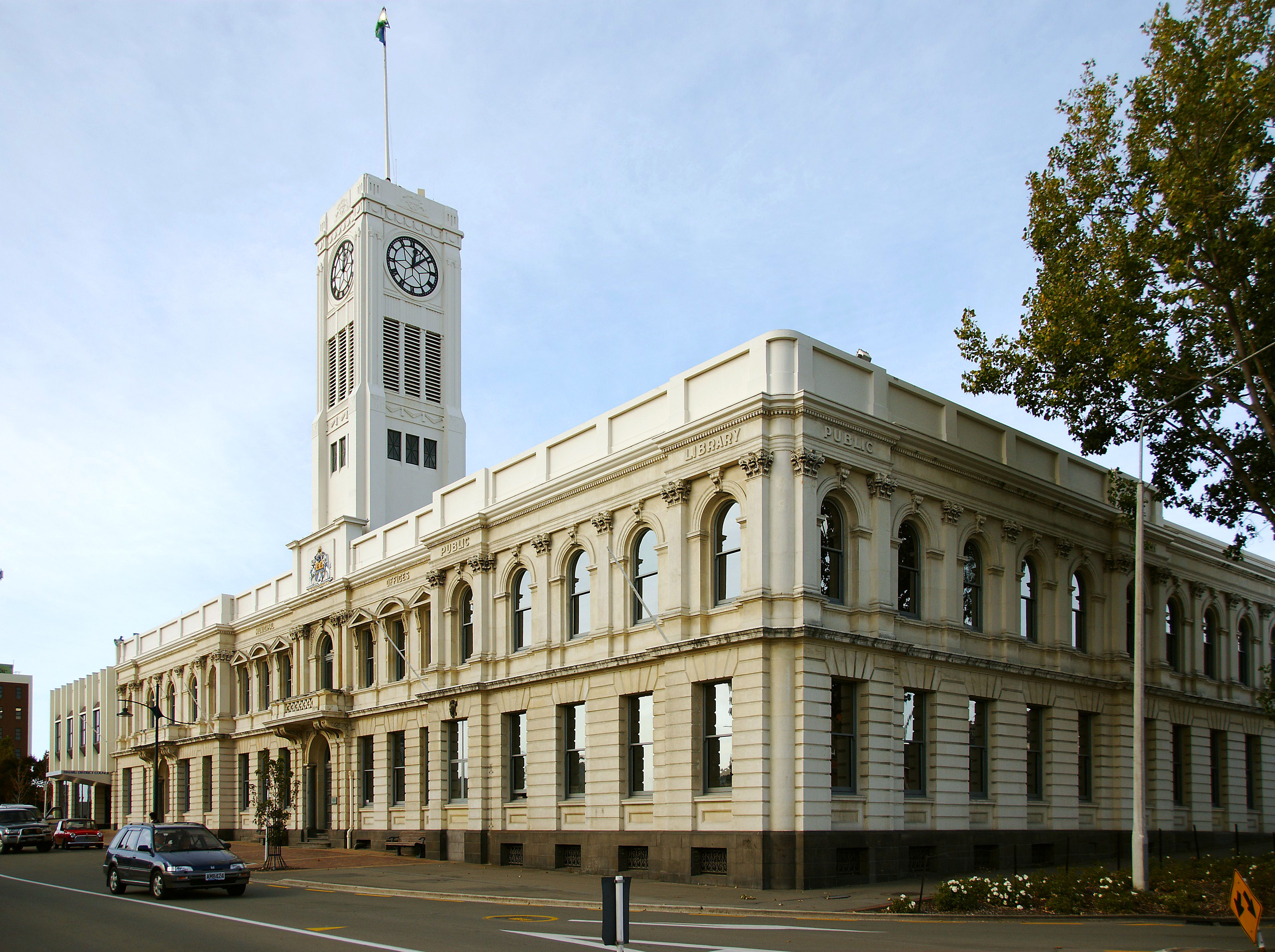
Будівля міської бібліотеки

Тімару (англ. Timaru, маор. Te Tihi-o-Maru) — місто в Новій Зеландії.

## Географія
Місто Тімару знаходиться на східному, тихоокеанському узбережжі Південного острова Нової Зеландії, за 200 кілометрів на північ від Данідін та за 160 кілометрів на південь від Крайстчерча. Тімару є великим містом в регіоні Південний Крайстчерч, центром округу Тімару. Число жителів міста становить 27 200 осіб (на 2001).

## Історія
До приходу сюди європейців місцевість, де нині знаходиться Тімару, була заселена племенами маорі, які прийшли сюди до 1400 року. В околицях міста вчені виявили не менше 500 кам'яних пам'яток культури, що відносяться до епохи маорі — зокрема, в печерах в долинах річок Опуха та Опіхі, на захід від Тімару. В XVII столітті жили тут племена Нгаті Мамое але вони були відтіснені на південь, в район нинішнього Національного парку Фіордланд, племенами Нгаї Таху які прийшли з півночі. Маорі використовували зручну гавань Кароліна Бей як місце зупинки і відпочинку при їх плаваннях на каное уздовж узбережжя острова.
Заселення цієї місцевості європейцями почалося в XIX столітті, після будівництва тут китобійної станції в 1838 — 1839 роках. Назва корабля Кароліна, який постачав китобоїв всім необхідним, стала ім'ям для місцевої бухти. До 1859 року, коли в Тімару прибув корабель зі 120 переселенцями з Англії, населення міста було вельми нечисленне. Потім тут утворилися 2 міські громади — Говернмент Таун та Родстаун, які об'єдналися в 1868 році. В 1877 була створена нова, штучна гавань. У ХХ столітті зростання міста продовжується, йде повсюдна забудова околиць дерев'яними будинками у псевдо-колоніальному стилі.

## Господарство
Тімару — другий за величиною риболовецький порт Нової Зеландії. Служить також як великий вантажний та пасажирський порт. У місті також знаходяться підприємства харчової промисловості, часто орієнтовані на експорт (м'ясо, молоко та ін.).

## Цікаві факти
У Тімару є кілька музеїв, в тому числі музей Південного Кентербері і художня галерея Ейгантіге — третя за величиною на острові, один з найкращих в Новій Зеландії художніх музеїв.
На честь міста Тімару названий кратер Тімару на Марсі.

## Уродженці
- Джон Гетті (нар. 1950) — новозеландським педагог, освітній експерт, професор у галузі освіти (2011).

## Міста-партнери
- Еніва
- Ориндж
- Вейхай
- Орандж